# Melania Trump
Melania Knauss Trump (geboren Melanija Knavs, verduitst tot Melania Knauss) (Novo mesto, 26 april 1970) is een Amerikaans-Sloveense ontwerpster, ex-model en sinds 20 januari 2025 de 47e first lady van de Verenigde Staten als echtgenote van Donald Trump. Eerder was zij al de 45e first lady van 20 januari 2017 tot 20 januari 2021.
Melania werd geboren in Slovenië en in 2006 genaturaliseerd tot staatsburger van de Verenigde Staten.

## Beginjaren
Melania werd in 1970 geboren in Novo mesto en is opgegroeid in Sevnica in de Sloveense regio Posavje (destijds onderdeel van Joegoslavië). Haar vader, Viktor (1944), die in auto- en motorfietsenwinkels werkte, kwam uit de nabijgelegen stad Radeče; haar moeder Amalija (1945–2024) was kleermaakster en kwam uit een dorp in de omgeving van Sevnica. Melania groeide op in een bescheiden appartement in een betonnen bouwblok. Ze begon haar carrière als model op 16-jarige leeftijd en op haar 18e tekende ze een contract bij een modellenbureau in Milaan. Ze spreekt Engels, Frans, Sloveens, Servisch en Oostenrijks-Duits.

## Carrière
Melania brak haar studie ontwerp en architectuur aan de universiteit van Ljubljana in Slovenië na een jaar af om te werken als model voor grote modehuizen in Milaan en Parijs. In 1996 verhuisde ze naar New York. Ze werkte met fotografen als Helmut Newton, Patrick Demarchelier en Mario Testino en verscheen later op de omslag van Vogue, Harper's Bazaar, Ocean Drive (tijdschrift), InStyle, New York Magazine, Avenue, Allure, Vanity Fair, Self, Glamour, GQ, Elle en FHM. Ze was een bikinimodel in de Sports Illustrated Swimsuit Issue van 2000. Als model was ze geassocieerd aan een aantal bekende modellenbureaus, waaronder Donald Trumps Trump Model Management.
Melania Trump heeft via haar advocaat Michael Wildes aangegeven dat ze de Verenigde Staten voor het eerst binnenkwam in augustus 1996, met een zakelijk visum. Ze kreeg een H-1B-visum in oktober 1996. Daarna is ze regelmatig terug naar Slovenië gegaan om steeds een nieuw visum aan te vragen. Dit moest omdat er toen een Amerikaanse overeenkomst met Slovenië gold, waar maar één visum per jaar werd toegestaan. Ze kreeg een Green Card in 2001, en werd daarmee een wettige permanente inwoner. Ze verkreeg het Amerikaanse staatsburgerschap in 2006, het jaar na haar huwelijk.
In 2010 lanceerde ze haar horloge- en sieradencollectie, 'Melania Timepieces & Jewelry', en in 2013 begon ze met een huidverzorgingslijn, 'Melania Caviar Complexe C6', die ze in de tv-programma's The Celebrity Apprentice en The View onder de aandacht had gebracht.

## Huwelijk met Donald Trump
In 2000 verscheen Melania met Trump tijdens zijn presidentiële nominatie voor de Reform Party in 2000. Een aantal jaren later speelde Melania in een advertentie voor Aflac-verzekeringen. Ze trouwden op 22 januari 2005. Na haar huwelijk veranderde ze haar achternaam naar Trump. Zij en Donald Trump werden in mei 2005 in Larry King Live geïnterviewd.
Op 20 maart 2006 kregen ze een zoon, Barron William Trump.
In juli 2016 gebruikte ze delen uit de toespraak van presidentsvrouw Michelle Obama uit 2008 in haar eigen speech tijdens de Republikeinse Partijconventie waar haar man officieel als presidentskandidaat namens de Republikeinen werd gekozen. Haar speechschrijver nam de verantwoordelijkheid daarvoor op zich.

## First Ladyvan de Verenigde Staten
Van 20 januari 2017, de dag waarop haar man het presidentschap van Barack Obama overnam, tot 20 januari 2021, was Melania de First Lady of the United States. Haar voorgangster was Michelle Obama. Ze is de eerste katholieke presidentsvrouw sinds Jacqueline Kennedy (1961-1963). Tijdens het staatsbezoek aan het Vaticaan in mei 2017 liet ze haar rozenkrans door de paus zegenen en in Frankrijk in juli 2017 stond ze erop een rondleiding te krijgen in de Notre-Dame en vereerde er de Heilige Doornenkroon.
In Sevnica in haar geboortestreek in Slovenië werd een houten beeld van haar opgericht, dat in de nacht van 4 juli 2020, aan de vooravond van de nationale feestdag van de VS, in brand werd gestoken. Het werd vervangen door een levensgroot bronzen beeld, dat op 15 september 2020 werd onthuld. Op 20 januari 2021 kwam er met de benoeming van de verkozen president Joe Biden een einde aan haar presidentsvrouwschap. Haar echtgenoot Donald Trump en zij waren niet aanwezig bij de inauguratieplechtigheid. Zij verhuisden naar het Trump resort Mar-a-Lago in Florida.
De ouders van Melania Trump, Viktor en Amalija Knavs, zijn in 2018 Amerikaans staatsburger geworden. Haar moeder overleed op 9 januari 2024.
Melania's echtgenoot won op 5 november 2024 de presidentsverkiezingen voor een tweede termijn. Daardoor is Melania sinds 20 januari 2025 opnieuw de first lady van de Verenigde Staten.
In januari 2025 lanceerde Melania de memecoin $Melania rond de US$ 10 per stuk. Deze munt stortte in de eerste maand gelijk met 90% naar beneden en daalde verder naar minder dan 20 dollarcent in juni 2025. Een aantal personen maakten een winst van US$ 100 miljoen, zij kochten de memecoins vlak voordat dit publiekelijk bekend werd gemaakt en verkochten rond de prijspiek.

## Galerij

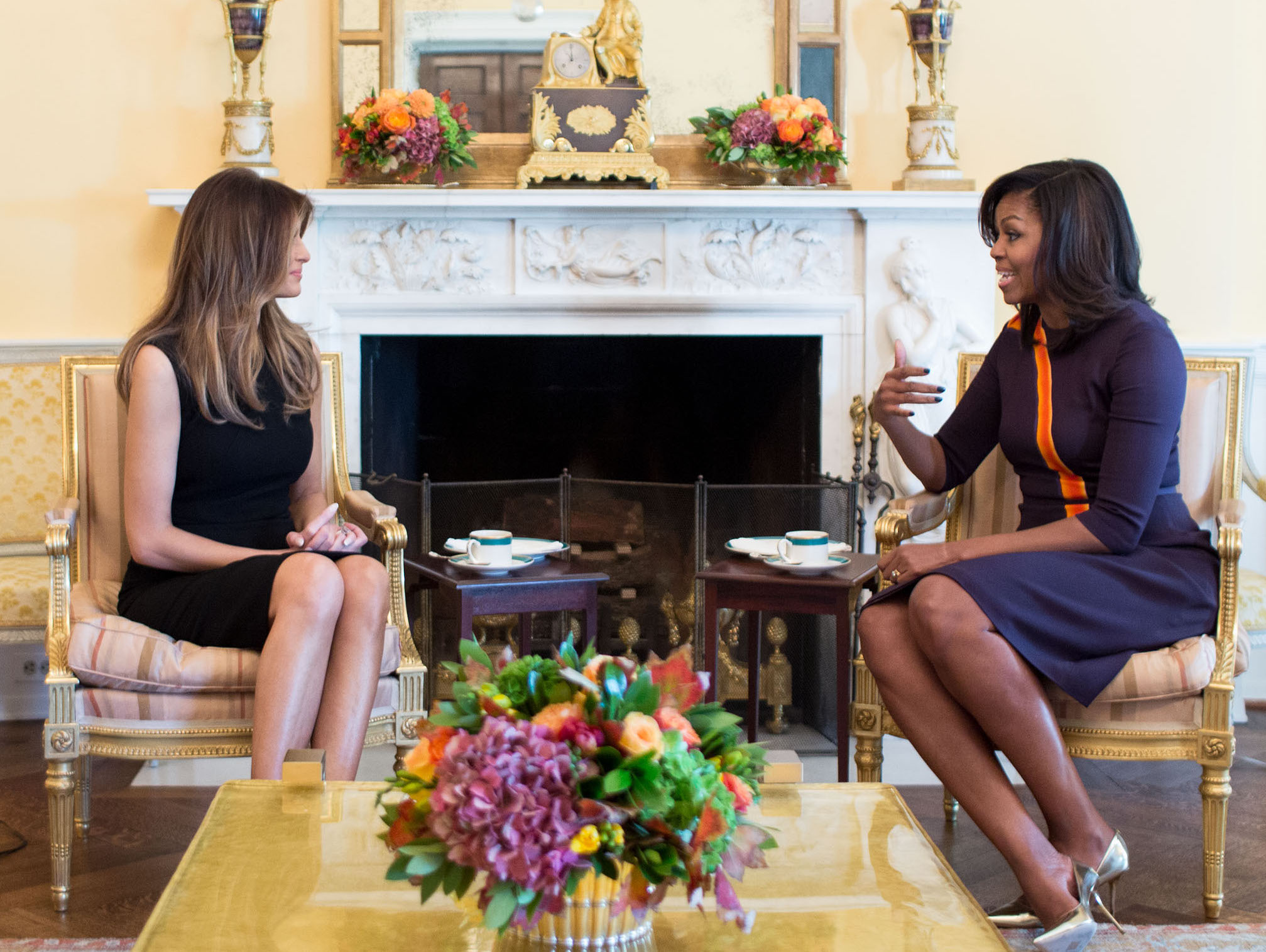
Melania Trump spreekt met Michelle Obama in het Witte Huis op 10 november 2016
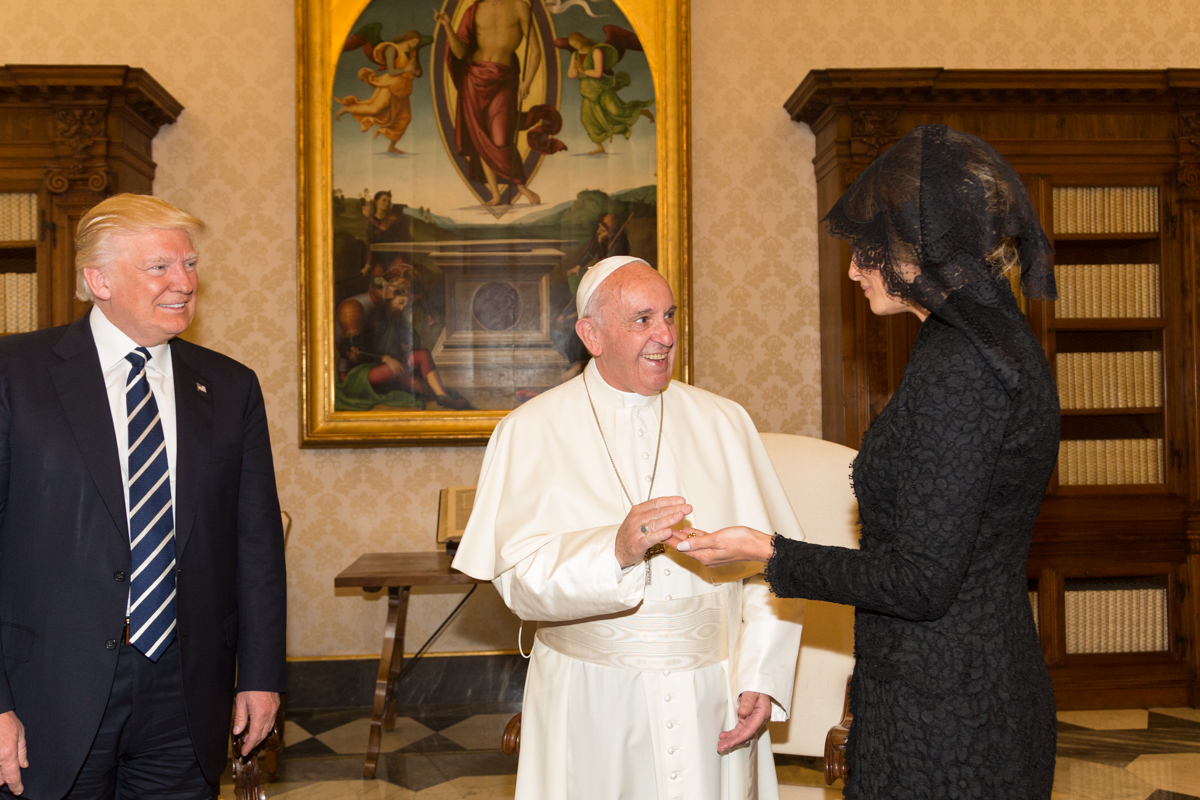
Donald en Melania Trump ontmoeten Paus Franciscus op 24 mei 2017
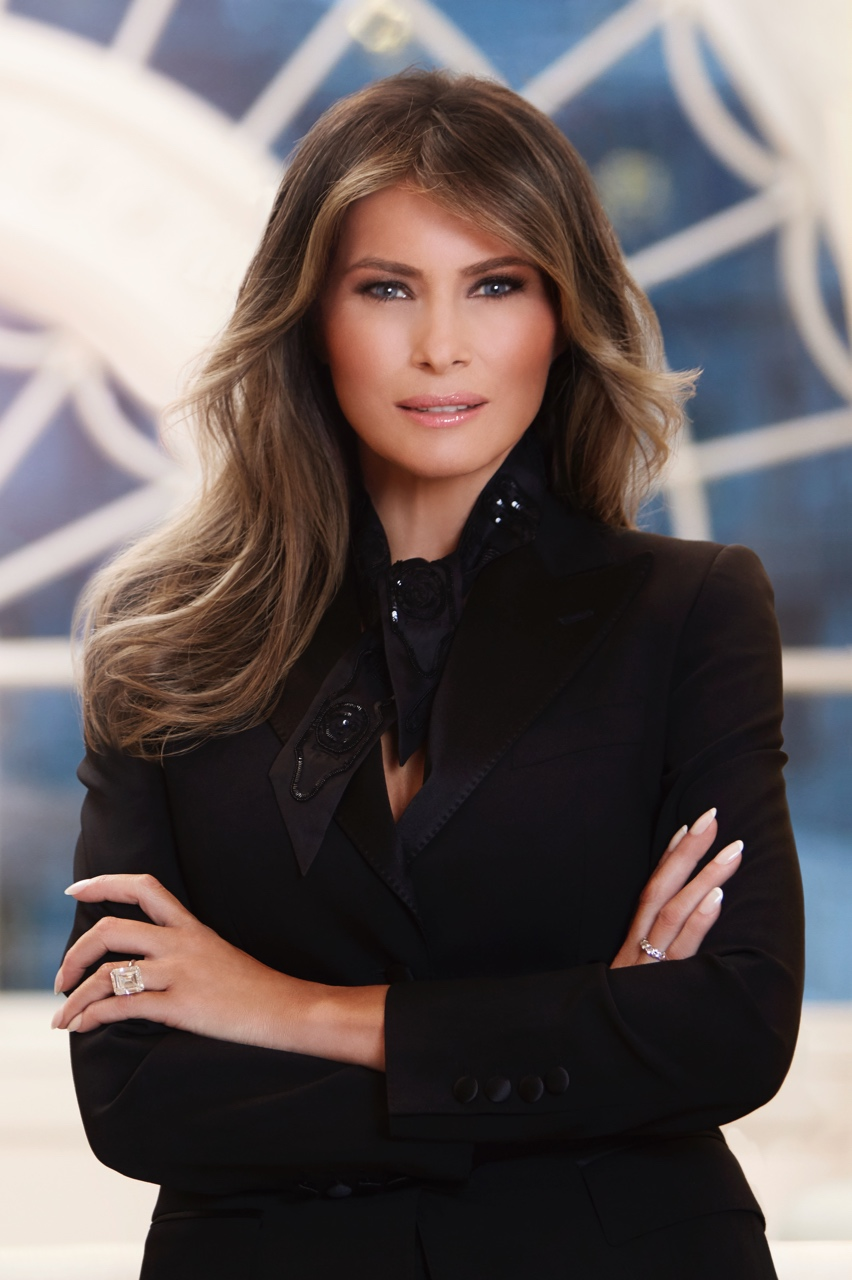
Melania Trump in 2017

- Bibsys: 1593520724088
- Gemeinsame Normdatei: 1123849889
- International Standard Name Identifier: 0000 0004 5432 7877
- Library of Congress Control Number: n2017018517
- Nationale Bibliotheek van Letland: 000272959
- MusicBrainz: 817ca621-a1cd-47b7-8360-2363e2d8ed06
- Nationale Bibliotheek van Tsjechië: jo20231183237
- Nationale Bibliotheek van Israël: 987012502427005171
- Nationale Bibliotheek van Polen: a0000003271924
- Nederlandse Thesaurus van Auteursnamen: 444502424
- Virtual International Authority File: 139145067461366630849
- WorldCat: E39PBJkMGpV7x8R8xWRW6XxRrq

Martha Washington ·
Abigail Adams ·
Martha Jefferson Randolph ·
Dolley Madison ·
Elizabeth Kortright Monroe ·
Louisa Adams ·
Emily Donelson ·
Sarah Yorke Jackson ·
Angelica Van Buren ·
Anna Harrison ·
Letitia Tyler ·
Priscilla Tyler ·
Julia Tyler ·
Sarah Polk ·
Margaret Taylor ·
Abigail Fillmore ·
Jane Pierce ·
Harriet Lane ·
Mary Lincoln ·
Eliza Johnson ·
Julia Grant ·
Lucy Hayes ·
Lucretia Garfield ·
Mary McElroy ·
Rose Cleveland ·
Frances Cleveland ·
Caroline Harrison ·
Mary Harrison McKee ·
Ida McKinley ·
Edith Roosevelt ·
Helen Taft ·
Ellen Wilson ·
Edith Wilson ·
Florence Harding ·
Grace Coolidge ·
Lou Hoover ·
Eleanor Roosevelt ·
Bess Truman ·
Mamie Eisenhower ·
Jacqueline Kennedy ·
Lady Bird Johnson ·
Pat Nixon ·
Betty Ford ·
Rosalynn Carter ·
Nancy Reagan ·
Barbara Bush ·
Hillary Clinton ·
Laura Bush ·
Michelle Obama ·
Melania Trump ·
Jill Biden ·
Melania Trump